# Beijing Greenland Center
Beijing Greenland Center (北京绿地中心; Běijīng Lǜdì Zhōngxīn) är en skyskrapa i Peking i Kina. Beijing Greenland Center ligger i Dawangjing CBD i nordöstra Peking vid femte ringvägen och ritades av amerikanska Skidmore, Owings and Merrill. Beijing Greenland Center har 60 våningsplan varav 5 våningar är under marknivå. Byggnaden har kontor och lägenheter och uppfördes med byggnadstart 2012 och färdigställdes 2016.
Byggnadens fasad är klädd i energieffektiva självskuggande trapetsformade prismatiska glaspaneler som fångar och bryter dagsljuset.